# Casa de Yusúpov
La Casa de Yusúpov (en ruso: Юсу́повы) fue una familia principesca rusa descendiente de los monarcas de la Horda de Nogái, reconocida por su inmensa riqueza, filantropía y colecciones de arte en los siglos XVIII y XIX. En particular, el príncipe Félix Yusúpov fue famoso por su participación en el asesinato de Grigori Rasputín.

## Historia temprana
En el siglo XIV, Edigéi, un mongol de la tribu Manghud y uno de los mayores estrategas de Tamerlán, se estableció en la costa norte del Mar Negro, estableciendo la Horda de Nogái y sentando las bases del Kanato de Crimea. A la muerte de Edigéi, le siguieron luchas internas entre sus descendientes, hasta que, en el siglo XV, Yusuf se convirtió en kan de la Horda de Nogái.
Yusuf se alió con el zar Iván el Terrible, pero los aliados finalmente se convirtieron en enemigos. La hija de Yusuf, Siuyumbiké, era reina de Kazán y los kanes nogái, maridos de Söyembikä, murieron uno tras otro, cada uno a manos de su sucesor. Pero ella siguió casándose cada vez con el asesino de su anterior marido. Entonces fue cuando el kan Yusuf, temiendo por sus hijos, los mandó a Rusia.  Después de la muerte de Yusuf, siguió otro período de luchas entre sus descendientes hasta el siglo XVII, cuando Abdul Mirza, otro descendiente, se convirtió del Islam al cristianismo ortodoxo oriental bajo el nombre de Dmitri. Después de la conversión, el zar Teodoro I le otorgó el título de Príncipe Yusúpov. Su descendiente, el príncipe Grigori Dmitrievich Yusúpov (17 de noviembre de 1676, Moscú - 2 de septiembre de 1730, Moscú), general en jefe y ministro de Defensa, fue amigo de Pedro el Grande y le ayudó en la construcción de la Armada rusa. En 1720 le dieron un feudo, una finca y casa señorial en el distrito de Rakityansky, anteriormente propiedad de Iván Mazepa. Se casó con Anna Nikitichna Akínfova (fallecida en 1735), hija del okolnichi Nikita Ivanovich Akinfov. La pareja tuvo, además de Boris, tres hijos más:
- Grigori Grigoriévich Yusúpov (fallecido en 1737), coronel, casado con la princesa María Petrovna Korkodínova y en después con la princesa Evdokia Nikolaévna Shahovskaya, sin ningún descendencia de ambos matrimonios.
- Sergio Grigoriévich Yusúpov (fallecido en 1734), subcoronel, soltero y sin descendencia
- María Grigorievna Yusúpova (fallecida en 1738), dama de honor de la corte de la emperatriz Catalina I, obligada a tomar votos monásticos por sus hermanos mayores para heredar su parte de las propiedades familiares, soltera y sin descendencia.

## SiglosXVIIIyXIX

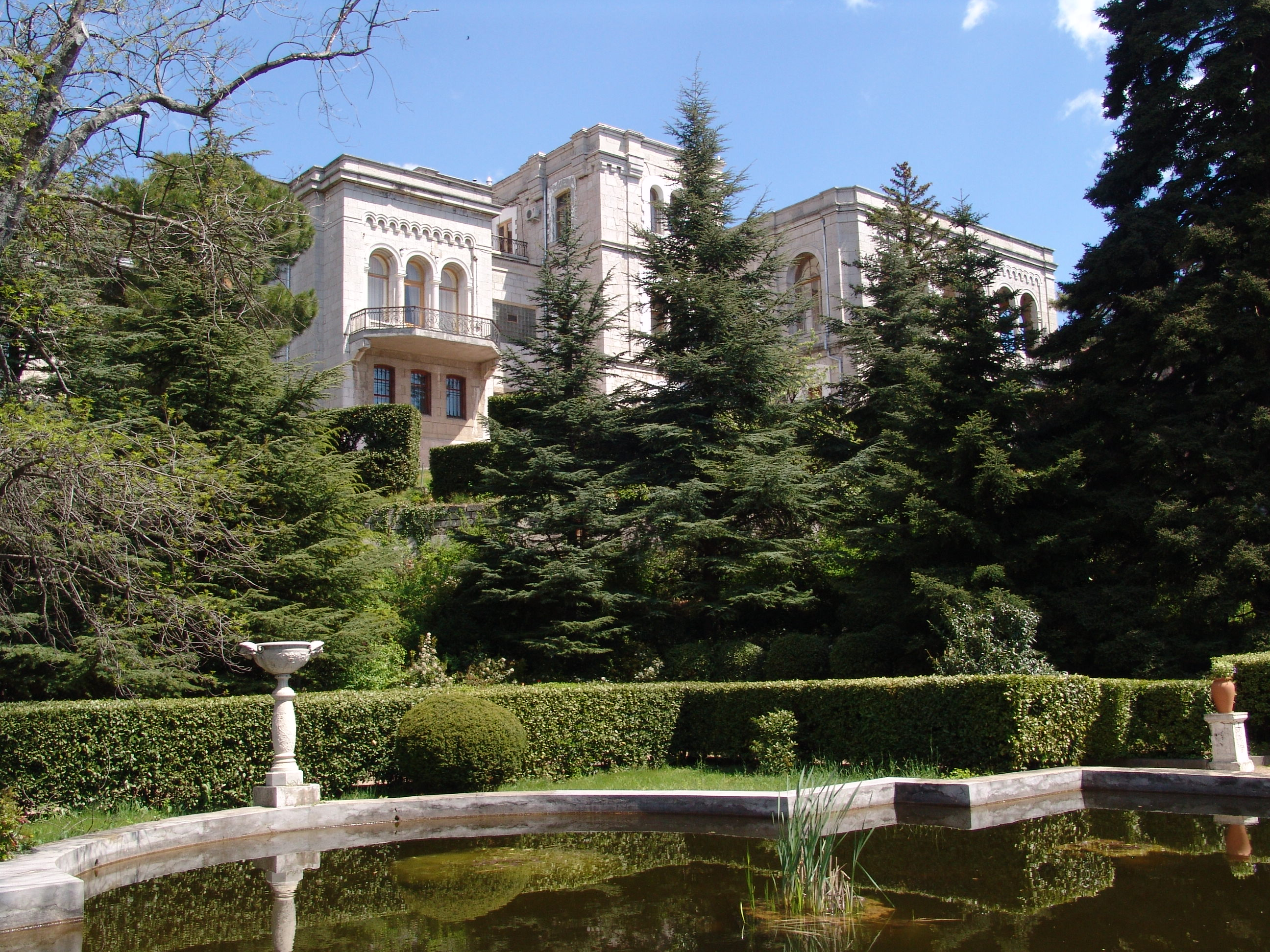
El Palacio de Yusúpov en Koreiz

El príncipe Boris Grigoriévich Yusúpov, chambelán en 1730, gobernador general de Moscú en 1738, senador (18 de junio de 1695, Moscú – 3 de marzo de 1759, Moscú), hijo del príncipe Grigori, fue enviado a estudiar en la Armada francesa a la edad de 20 años. Pronto se convirtió en consejero del zar y, finalmente, sirvió a tres soberanos. Durante el reinado de la emperatriz Isabel fue nombrado director de las Escuelas Imperiales. En 1756, animó a la emperatriz a formar el primer teatro público en San Petersburgo. Se casó con Irina Mijaílovna Zinovyeva (1718 - 25 de marzo de 1788), hija del mayordomo Mijaíl Petrovich Zinoviev, en 1734. Además de su único hijo varón, la menor, también dio a luz a cuatro hijas:
- Eudoxia Borísovna Yusúpova 5 de mayo (NS: 16 de mayo) 1743, Moscú - 19 de julio de 1780, San Petersburgo, casada el 6 de marzo de 1774 en Mittau(Jelgava) como segunda esposa de Peter von Biron, último duque de Curlandia (1769-1795) y primer duque de Sagan (1786-1795) (15 de febrero de 1724m Mittau – 13 de enero de 1800, Schloss Gelllenau), sin descendencia.
- Alexandra Borísovna Yusúpova (1744-1791), casada con el senador Iván Mijaílovich Izmailov (30 de enero de 1724-10 de noviembre de 1787).
- Elisaveta Borísovna Yusúpova (27 de abril de 1745 - 29 de agosto de 1770), casada el 13 de febrero de 1764 con el príncipe mayor general Andréi Mijaílovich Galitzine (15 de agosto de 1729 - 23 de febrero de 1770), con gran descendencia.
- Anna Borísovna Yusúpova (1749-1772), casada en 1771 con Alexander Yakóvlevich Protásov (1742-27 de abril de 1799), chambelán, senador y tutor de Alejandro I.

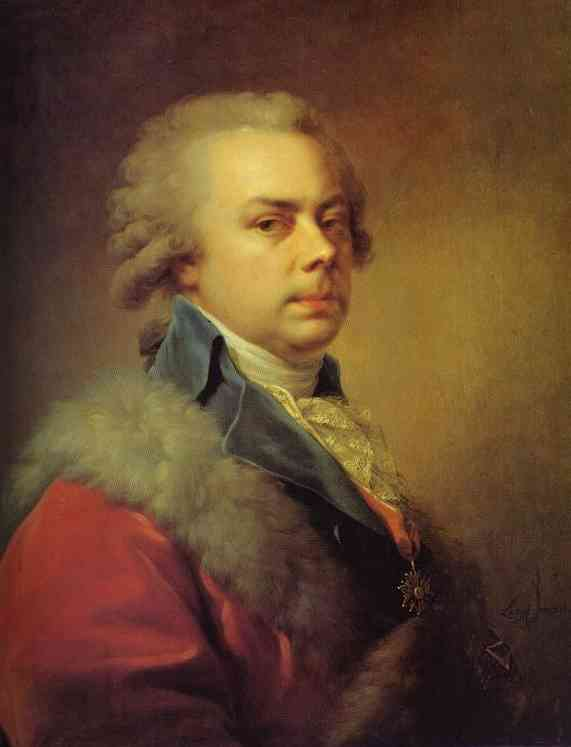
Príncipe Nikolai Yusupov, padre

El hijo mayor de Boris, el príncipe Nicolás Borísovich Yusúpov (1751-1831) fue senador, ministro de Propiedades del Estado y director de los Teatros Imperiales, fue un gran viajero que hablaba cinco idiomas y también fue un mecenas de las artes. Nicolás sirvió bajo una serie de soberanos, entre ellos Catalina la Grande, Pablo I y Alejandro I como consejero privado y diplomático. Como diplomático, Nicolás viajó por toda Europa, a Francia y Versalles, donde conoció a Luis XVI y María Antonieta, a Alemania y Prusia, donde conoció a Federico el Grande, a Austria, donde conoció al emperador José II, y a Italia. Durante su viaje compró una gran colección de arte para el zar y más tarde fue nombrado director del Hermitage y de la Armería del Kremlin. En 1804, Nicolás fue a París y se reunió frecuentemente con Napoleón I, quien le regaló tres grandes tapices.
En 1793, Nicolás se casó con Tatiana Vasilievna von Engelhardt (1 de enero de 1769 - 23 de mayo de 1841), una de las sobrinas del príncipe Potemkin. La pareja vivía en el Palacio de Arjángelskoye, su lujosa residencia de verano en Moscú. Nicolás construyó allí su propia fábrica de porcelana, y gran parte de los trabajadores procedían de Francia. En 1831, Nicolás murió a la edad de 80 años y fue sucedido por su segundo y único hijo vivo, Boris, ya que su hijo mayor, Nicolás, murió en la infancia.

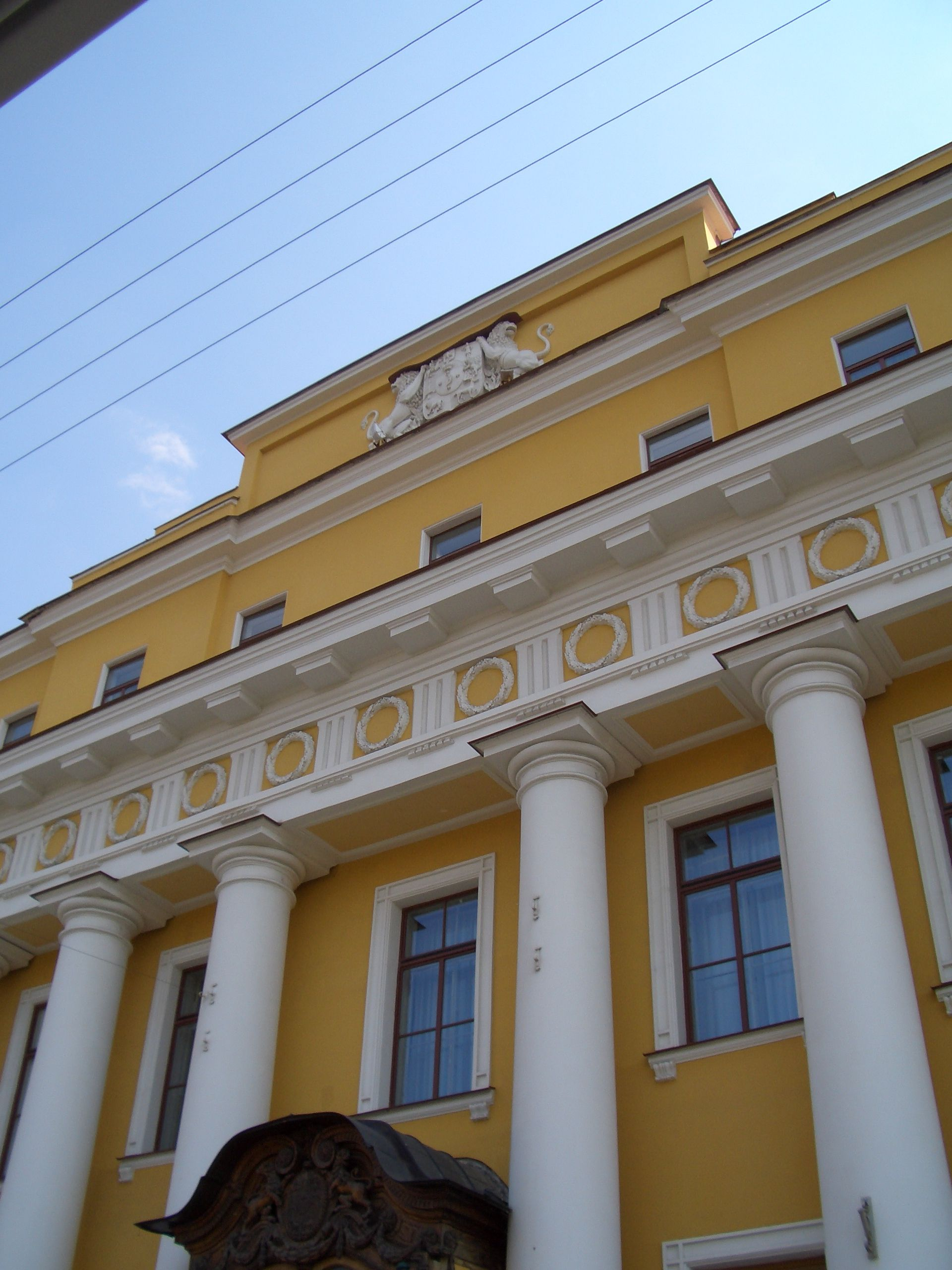
Palacio Moika

A la edad de 42 años, el príncipe Boris Nikolaévich Yusúpov (9 de junio de 1794, Moscú - 25 de octubre de 1849, Palacio de Arjángelskoye), mariscal de la corte imperial, heredó su inmensa riqueza familiar, que incluía más de 2,730 km² de tierra y más de 40,000 siervos viviendo en ella. Pero a diferencia de su padre, Boris no era un mecenas de las artes. En cambio, estaba principalmente ocupado con asuntos comerciales. Boris se mudó al palacio Moika en San Petersburgo (también conocido como Palacio Yusúpov) con su segunda esposa, Zinaída Ivanovna Naríshkina (18 de mayo de 1810 - 26 de febrero de 1893), descendiente de la misma casa que la madre de Pedro el Grande, y su único hijo Nicolás. El palacio de Arjángelskoye pronto quedó abandonado; los animales del zoológico del palacio se vendieron y gran parte de la colección se trasladó. Boris se centró en los graneros familiares y desarrolló buenas relaciones con los campesinos que trabajaban en ellos. Murió en 1849.
El único hijo de Boris, el príncipe Nicolás Borísovich Yusúpov (12 de octubre de 1827, Moscú - 31 de julio de 1891, Baden-Baden), mariscal de la corte imperial, era muy parecido a su tío Nicolás I, un mecenas de las artes. Nicolás Yusúpov compró una gran colección de joyas, incluido un diamante de 36 quilates (7,2 g) conocido como el Sultán de Marruecos. Posteriormente, el príncipe pasó gran parte de su tiempo en el sur de Europa debido a problemas de salud, mientras también servía al zar como diplomático. Mientras estuvo en Europa, compró mucho para adornar su palacio en Moika, incluidas colecciones de violines y pinturas. Se casó con la condesa Tatiana Alexandrovna de Ribeaupierre (29 de junio de 1828 - 14 de enero de 1879), dama de honor de la emperatriz, hija del conde Alexandre de Ribeaupierre y su esposa Ekaterina Mijáilovna Potemkina, otra sobrina del príncipe Potemkin. El príncipe también era un talentoso músico y compositor y era miembro de varias sociedades musicales. En 1866, publicó un libro sobre la historia de la familia Yusúpov, Sobre la familia de los príncipes Yusúpov: una colección de sus historias de vida, cartas y cartas de los soberanos rusos a ellos .

## SigloXX

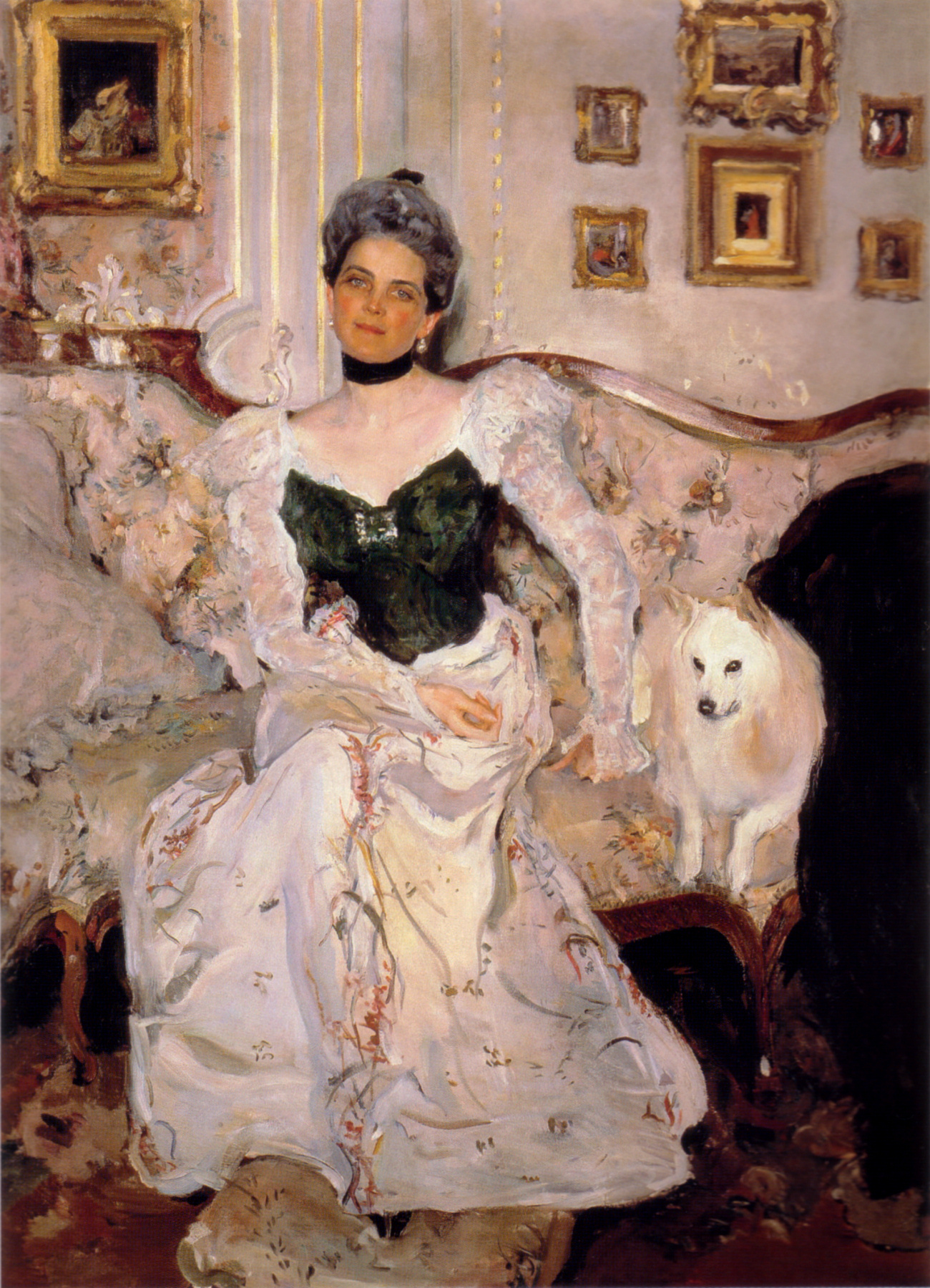
Princesa Zinaída Yusúpova

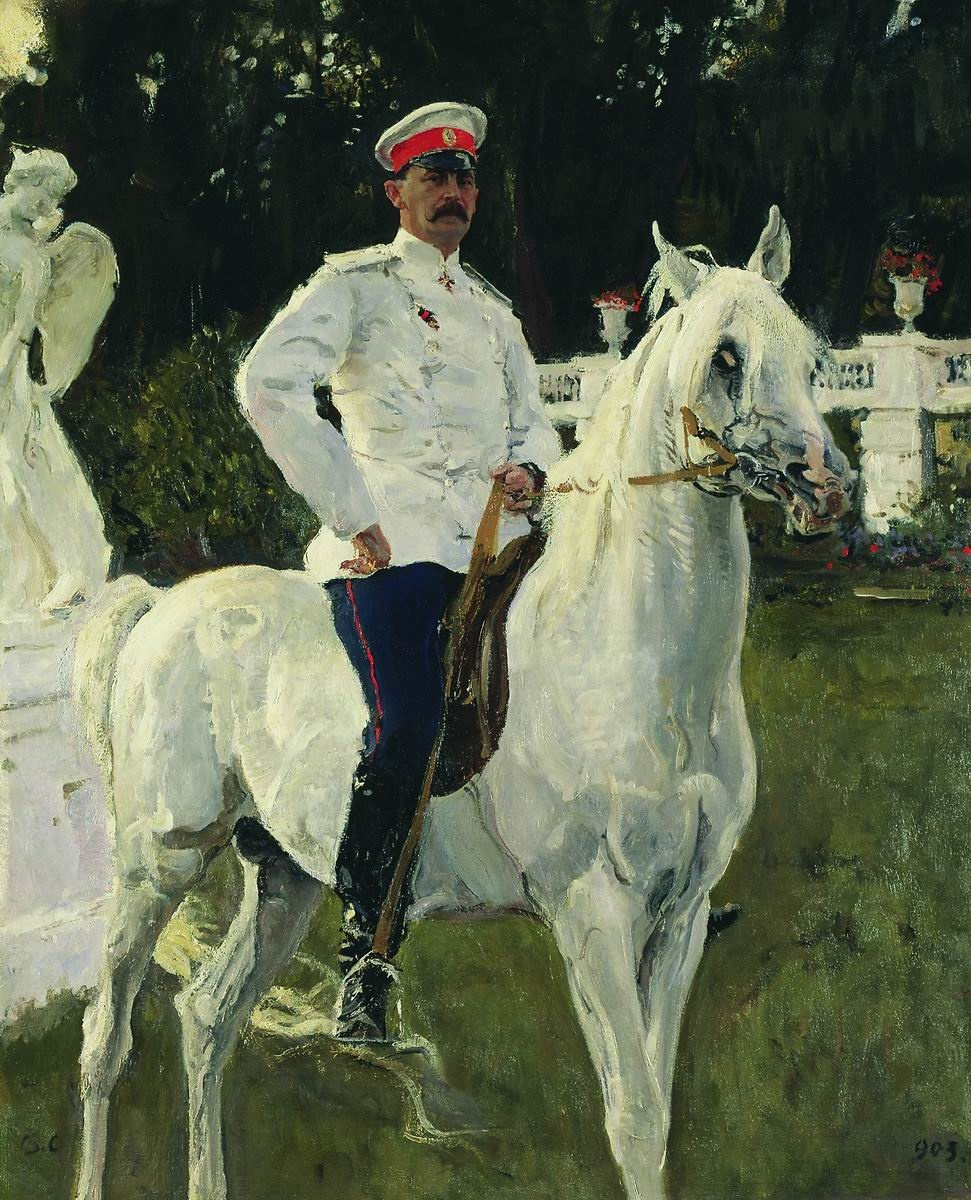
Conde Félix Sumárokov-Elston

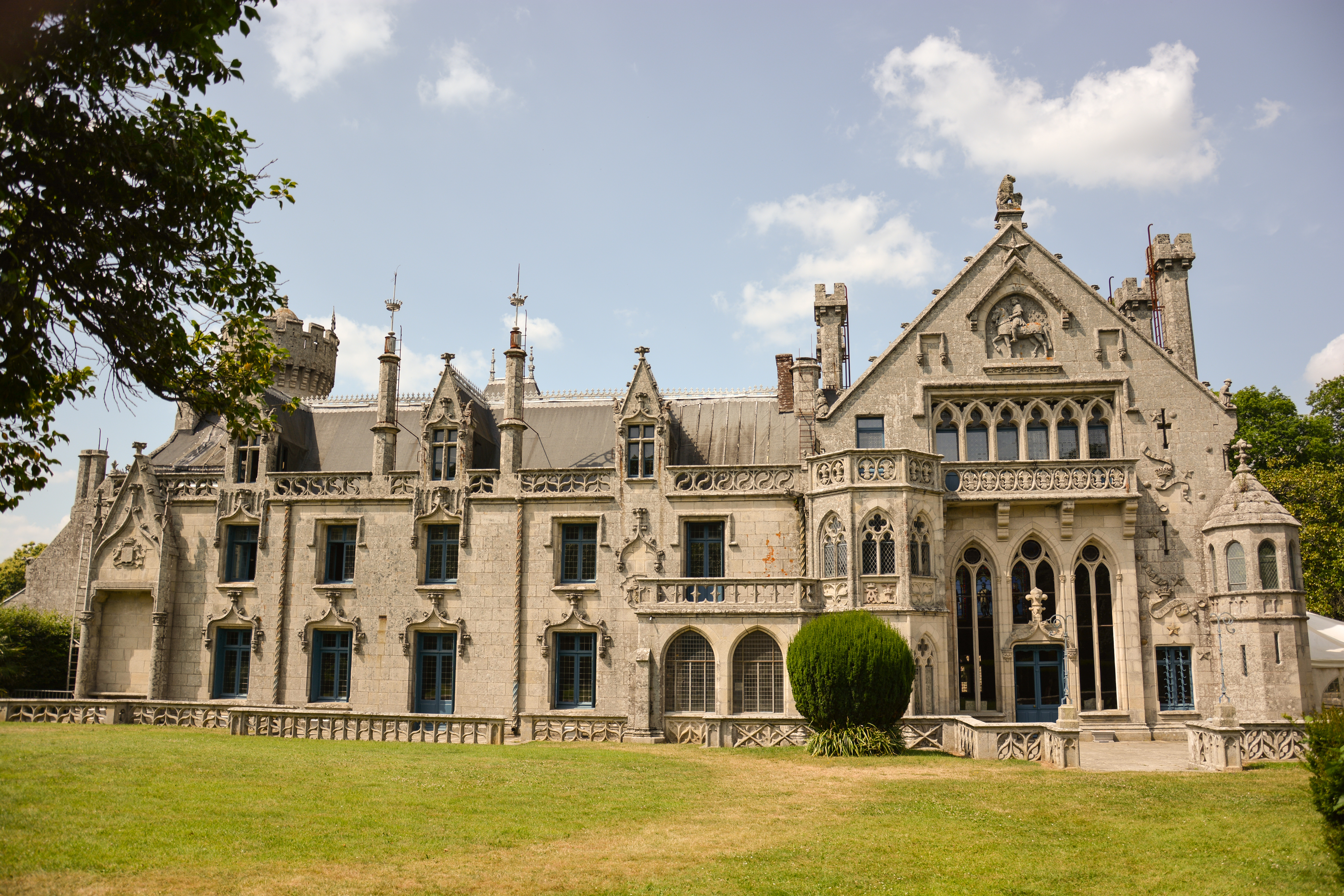
Castillo de Kériolet en Francia.

Cuando Nicolás Yusúpov murió en 1891, fue sucedido por su hija, Zinaída, considerada una belleza legendaria en ese momento, así como una de las mujeres más ricas del país. Entre sus pretendientes se encontraba el príncipe heredero de Bulgaria. La princesa Zinaída Nikolaévna Yusúpova (2 de septiembre de 1861, San Petersburgo, Rusia – 24 de noviembre de 1939, París, Francia) se casó con el conde Félix Felíxovich Sumárokov-Elston (5 de octubre de 1856, San Petersburgo, Rusia – 10 de junio de 1928, Roma, Italia), Gobernador del Distrito Militar de Moscú (1915), hijo del conde Félix Nikolaévich Sumárokov-Elston. Se casaron el 4 de abril de 1882 en San Petersburgo.
Después de la muerte de su suegro, Félix recibió un permiso especial del zar Alejandro III para llevar el título de Príncipe Yusúpov y Conde Sumárokov-Elston y pasárselo a su heredero y al de Zinaída. Félix fue nombrado ayudante del gran duque Sergio Aleksándrovich en 1904 y comandó la caballería de la Guardia Imperial.
Al comienzo de la Primera Guerra Mundial, los Yusúpov poseían más de 400 km² de tierra y sus industrias incluían fábricas de remolacha azucarera, fábricas de ladrillos, aserraderos, fábricas textiles y de cartón, minas y destilerías, además de más de 16 palacios y fincas.
Los Yusúpov dejaron una huella en el desarrollo económico y social de Rakitnoe. Poseían talleres mecánicos y agrícolas, empresas para curtir pieles de oveja, telas, encajes y dos fábricas de alfombras, molinos eólicos y mecánicos, forjas, escuelas parroquiales y ferrocarriles, un hospital de distrito, casas en el pueblo y Rakitnoe GEST en el cruce ferroviario, el complejo del palacio con un magnífico parque y tres estanques con cascadas, la Iglesia de la Asunción y la Iglesia de San Nicolás en el pueblo de Rakitnoe. Se construyeron carreteras pavimentadas y una estación de ferrocarril.
El hijo mayor de Zinaída y Félix Sumárokov-Elston, Nicolás Felíxovich Yusúpov (1883-1908) murió en un duelo a la edad de 26 años. Félix Yusúpov, Conde Sumárokov-Elston, el hijo menor de Zinaída y Félix Sumárokov-Elston es famoso por su participación en el asesinato de Grigori Rasputin. Félix Yusúpov se casó con la princesa Irina, sobrina del último zar ruso, Nicolás II y bisnieta del rey Cristián IX. Después del asesinato de Rasputín fue exiliado a Crimea, pero regresó a San Petersburgo en 1917 para encontrar la ciudad en un desorden masivo después de la Revolución de Febrero. Se llevó consigo algunos de sus cuadros más preciados de Rembrandt y joyas.
En abril de 1919, abandonó Rusia rumbo a París, para nunca regresar. Su hija, Irina, se casó con un descendiente del conde Sheremetev. Se mudaron a Grecia con sus hijos, aunque recientemente el presidente ruso les concedió la ciudadanía rusa. La princesa Irina Felíxovna Yusúpova murió el 30 de agosto de 1983 en Cormeilles, Francia. Fue enterrada junto a sus abuelos paternos y sus padres en el cementerio ruso Sainte-Geneviève-des-Bois en Essonne, Francia.